# Liv Tyler
Liv Tyler (født 1. juli 1977) er en amerikansk skuespiller, der bl.a. har medvirket i Ringenes Herre og Armageddon. Hendes far er Aerosmith-forsanger Steven Tyler, hendes mor er modellen Bebe Buell og hendes halvsøster er modellen Mia Tyler.
Hun troede indtil hun var 11 år, at hendes biologiske far var Todd Rundgren, men hun opdagede at Mia Tyler næsten lignende Liv selv på en prik. Efter bekræftelsen af at Steven Tyler rent faktisk var hendes biologiske far, fik hun navneændring fra Liv Rundgren til Liv Tyler.